# Tanguy Cosyns
Tanguy Cosyns (Brussel, 29 juni 1991) is een Belgisch hockeyer. 

## Levensloop
Hij begon als jeugdspeler bij Royal Daring Hockey Club in Molenbeek en speelde daarna voor Waterloo Ducks. In 2013 verhuisde hij opnieuw naar Royal Daring Hockey Club.
Cosyns werd als jonge international meermaals Europees kampioen. (bij de U18 in 2009, bij de U21 in 2012) Hij maakte zijn debuut bij het nationale seniorenteam in 2013. In 2014 maakt hij deel uit van de Belgische selectie op het WK hockey in Den Haag, waar hij tot nog toe 4 keer scoorde.
In Rio de Janeiro haalden de Red Lions met Cosyns zilver tijdens het hockey op de Olympische Zomerspelen 2016.